# Claude Lecouteux
Pour les articles homonymes, voir Lecouteux.
Claude Lecouteux, né le 8 février 1943, est un médiéviste, germaniste et professeur des universités français, spécialisé dans les études médiévales allemandes.

## Biographie
Claude Lecouteux est docteur en études germaniques et docteur ès lettres. Il a occupé la chaire de langues, littératures et civilisations germaniques à l'université de Caen de 1981 à 1992 avant d'être appelé à l'université Paris-Sorbonne pour occuper celle de littérature et civilisation allemande du Moyen Âge jusqu'en octobre 2007. 
Ses axes de recherches sont  :
- Les êtres de la mythologie populaire
- Les croyances touchant aux morts et à la mort
- Les mythes, contes et légendes
- La magie

Jusqu'en décembre 2010, il dirige la revue La Grande oreille : arts de l'oralité et collabore à plusieurs revues sur le Moyen Âge.

## Distinctions
- Prix Strasbourg en 1982
- Prix Roland de Jouvenel de l'Académie française en 1983
- Chevalier de l'ordre des Palmes académiques en 1995
- Officier de l'ordre des Arts et des Lettres en 2006

## Publications

### Études
- Berthold de Ratisbonne : Péchés et vertus. Scènes de la vie du XIIIe siècle, Paris, Éditions Desjonquères, 1991, 180 p. En collaboration avec Philippe Marcq.
- Les Esprits et les Morts, croyances médiévales (trad. du latin, textes traduits du latin, présentés et commentés par Claude Lecouteux et Philippe Marcq), Paris, Honoré Champion, coll. « Essais » (no 13), 1990, 225 p. (ISBN 2-85203-099-3, présentation en ligne).
- Petit dictionnaire de mythologie allemande, Paris, Entente, 1992, 276 p. Traduit en espagnol.
- Les Monstres dans la pensée médiévale européenne, Paris, Presses universitaires de Paris-Sorbonne (PUPS), collection « Culture et Civilisation médiévales » X, 1993, 256 p. 3e éd. revue et corrigée, Paris, 1999.
- Démons et génies du terroir au Moyen Âge (préf. Régis Boyer), Paris, Imago, 1995, 218 p. (ISBN 2-902702-88-4 et 978-2-902702-88-6, présentation en ligne).
- L’Allemand du Moyen Âge I : le moyen haut-allemand, Turnhout, Brepols Publishers, 1996 (L'atelier du Médiéviste 3), 241 p.
- Charmes, Conjurations et Bénédictions : lexique et formules, Paris, Champion, « Essais » 17, 1996, 140 p.
- Fées, sorcières et loups-garous au Moyen Âge : histoire du double (préf. Régis Boyer), Imago, 1996 (1re éd. 1988), 227 p. (ISBN 2-902702-70-1, présentation en ligne).
- Au-delà du merveilleux : des croyances au Moyen Âge, Paris, Presses universitaires de Paris-Sorbonne (PUPS), collection « Culture et Civilisation médiévales » XIII, 1996 ; 3e éd. revue et augmentée, Paris, 1998, 281 p., présentation en ligne.
- Histoire des Vampires, autopsie d’un mythe, Paris, Imago, 1999. 2e éd. augmentée 2002, 188 p. Traduit en allemand, roumain, coréen, chinois, polonais, croate.
- Les Chasses fantastiques et les cohortes de la nuit, Paris, Imago, 1999, 242 p. Traduit en allemand.
- La Maison et ses génies : croyances d'hier et d'aujourd'hui (préf. Ronald Grambo), Paris, Imago, 2000, 202 p. (ISBN 2-911416-41-4, présentation en ligne).
- (de) Eine Welt im Abseits. Studien zur niederen Mythologie und Glaubenswelt des Mittelalters, préface de Dieter Harmening, Dettelbach, 2001 (Quellen & Forschungen zur europäischen Ethnologie), 196 p.
- Le Livre des Grimoires : aspects de la magie au Moyen Âge, Paris, Imago, 2002 ; 3e éd. augmentée, 2008, 302 p.. Traduit en anglais (États-Unis, 2013).
- Le Livre des amulettes et talismans, Paris, Imago, 2004, 238 p. Traduit en croate.
- Dictionnaire de mythologie germanique : Odin, Thor et Cie, Paris, Imago, 2005, 255 p., 94 illustrations. Traduit en lituanien, roumain et italien. 2e éd. revue et augmentée 2007.
- La Maison hantée : histoire des poltergeists, Paris, Imago, 2007. Traduit en anglais (États-Unis, 2012) et en roumain (2013).
- Dictionnaire des pierres magiques et médicinales, Paris, Imago, 2011, 300 p. Traduit en anglais (États-Unis, 2013).
- Dictionnaire des formules magiques, Paris, Imago, 2014. Traduit en anglais (USA).
- Le Livre des guérisons et des protections magiques, Paris, Imago, 2016.
- Dictionnaire de mythologie tzigane, Paris, Imago, 2016.
- Mélusine et le Chevalier au Cygne (préf. Jacques Le Goff), Paris, Payot, coll. « Le Regard de l'histoire », 1982, 200 p. (ISBN 2-228-27380-5, présentation en ligne). Réédition : Mélusine et le Chevalier au Cygne (préf. Jacques Le Goff), Paris, Imago, 1997, 216 p. (ISBN 2-911416-06-6). Ouvrage couronné par l'Académie française. Traduit en italien.
- Les Monstres dans la littérature allemande du Moyen Âge (1150-1350). Contribution à l'étude du merveilleux, 3 vol., Göppingen, 1982 (G.A.G. I-III), 670 p. Ouvrage couronné par le prix Strasbourg.
Réédition en un volume : Les monstres dans la littérature allemande du Moyen Âge : contribution à l'étude du merveilleux médiéval, Besançon, Éditions la Völva, coll. « Littérature », 2016, 2e éd. (1re éd. 1982, Éditions Kümmerle), 780 p. (ISBN 979-10-95451-12-9, présentation en ligne).
- (de) Kleine Texte zur Alexandersage, mit einem Anhang : Prestre Jehan, Göppingen, 1984 (G.A.G. 388), 103 p.
- Fantômes et Revenants au Moyen Âge, postface de Régis Boyer, Paris, Imago, 1986. 2e éd. Paris, 1996, 253 p. Traduit en espagnol et en tchèque.
- (de) Geschichte der Gespenster und Wiedergänger im Mittelalter, préface de Lutz Röhrich, Cologne/Vienne, Böhlau, 1987, 306 p.
- Les Nains et les Elfes au Moyen Âge, préface de Régis Boyer, Paris, Imago, 1988. 3e éd. mise à jour, Paris, 2004, 207 p. Trad. Traduit en tchèque et en espagnol.

### Éditions
- De rebus in Oriente mirabilibus, Meisenheim a/Glan, Anton Hain, 1979 (Beiträge z. klassischen Philologie 103), 108 p.
- Deutsch-französische Mediävistik. Mélanges pour G.E. Zink, Göppingen, Kümmerle, 1984 (G..A.G. 364). En collaboration avec Sieglinde Hartmann.
- Hugur. Mélanges d'histoire, de littérature et de mythologie offerts à Régis Boyer pour son 65e anniversaire, Paris, Presses universitaires de Paris-Sorbonne (PUPS), 1997, 377 p. En collaboration avec O. Gouchet.
- Camillo Leonardi, Les pierres talismaniques (Speculum lapidum II), édité, traduit et commenté par Claude Lecouteux et A. Monfort, Paris, Presses universitaires de Paris-Sorbonne (PUPS), 2003, 275 p.
- Elle mangeait son linceul : fantômes, revenants, vampires et esprits frappeurs, une anthologie, Paris, José Corti, 2006.
- Elle courait le garou : lycanthropes, hommes-ours, hommes-tigres, une anthologie, Paris, José Corti, 2008.
- Nos bons voisins les lutins : nains, elfes, lutins, gnomes, kobolds et compagnie, textes réunis, présentés et annotés par Claude Lecouteux, Paris, José Corti, collection « Merveilleux », no 42, 2010.
- La légende de Siegfried d’après le Seyfrid à la Peau de Corne et la Þiðrekssaga af Bern, Besançon, La Völva, 2015, 160 p. (ISBN 979-10-95451-00-6, lire en ligne).
- Memento Mori, avant-propos par Claude Lecouteux, Editions Otrante, 2016.

### Publications électroniques
- Camillo Leonardi, De Lapidibus liber Secundus, Cap VII, Dictionnaire des pierres - en ligne
- Camillo Leonardi, De lapidibus liber tertius - en ligne
- Arnaldi Saxonis, Liber de coloribus gemmarum - en ligne
- Lapidaires astrologiques (Rhagael, Chael, Hermès et Salomon) - en ligne
- Seyfried à la peau de corne - en ligne
- La Chanson du duc Ernst Das Lied von Herzog Ernst - en ligne

### Traductions
- Heinrich von Wlislocki, La rose et le musicien, Paris, J. Corti, 2016 (collection Merveilleux, 51); en collaboration avec Corinne Lecouteux.
- "Contes, diableries et merveilles au Moyen Âge, Paris, Imago, 2013, 261  p.; en collaboration avec Corinne Lecouteux.
- "Franz Obert, Le zmeu dupé et autres contes transylvaniens, Paris, José Corti, collection « Merveilleux », no 48, 2012, 287  p.. En collaboration avec Corinne Lecouteux.
- "Ludwig Bechstein, Le Livre des contes, Paris, José Corti, collection « Merveilleux », no 45, 2010, 399  p.. En collaboration avec Corinne Lecouteux.
- La Saga de Théodoric de Vérone, présentée et commentée, Paris, Honoré Champion, 2001, 462 p.
- Ion Taloş, Petit dictionnaire de mythologie roumaine, Grenoble, Éditions littéraires et linguistiques de l'Université de Grenoble (Ellug), 2002, 213 p. En collaboration avec Anneliese Lecouteux.
- Wirnt von Grafenberg, Wigalois, le chevalier à la roue d’or, Grenoble, Éditions littéraires et linguistiques de l'Université de Grenoble (Ellug), 2001, 502 p. En collaboration avec V. Lévy.
- Viegoleis à la roue d’or, trad. du danois, Paris, Presses universitaires de Paris-Sorbonne (PUPS), 2000, 125 p. En collaboration avec Anne-Hélène Delavigne.
- Dialogue avec un revenant (XVe siècle), Paris, Presses de l’Université de Paris-Sorbonne (PUPS), 1999, 150 p.
- Thüring de Ringoltingen, Mélusine et autres récits, présentés et annotés, Paris, Honoré Champion, 1999, 237 p.
- La légende de Siegfried d'après le Seyfrid à la Peau de Corne et la Thidrekssaga af Bern, traduit du moyen haut-allemand et du norvégien médiéval, 2e éd. Besançon, La Völva, 2015.
- Les monstres dans la littérature allemande du Moyen Âge, 2e éd. Besançon, La Völva, 2016, prix Strasbourg 1982.
- Mondes parallèles. L’univers des croyances au Moyen Âge, Paris, Honoré Champion, 1994, collection « Essais sur le Moyen Âge », no 14, 124 p. Réédition : Paris, Honoré Champion, 2007, collection « Champion classiques », Essais 8.
- L'Étrille. Récits érotiques du Moyen Âge allemand, Paris, Le Porte-Glaive, 1991, 153 p. En collaboration avec Philippe Marcq.
- G.W.F. Hegel, Foi et savoir, Paris, Vrin, 1988, 208 p. En collaboration avec A. Philonenko.
- J.G. Fichte, Essais de philosophie première : la Doctrine de la Science (1801-1802), Paris, Vrin, 1987, 2 vol., 197 + 229 p. En collaboration avec A. Philonenko.